# Centre d’Excellence Sports Rousseau
Das Centre d’Excellence Sports Rousseau ist eine Mehrzweckhalle in der kanadischen Stadt Boisbriand nahe Blainville in der Provinz Québec  Sie bietet 3.100 Sitzplätze.

## Geschichte
Die Halle wurde im Jahr 2011 eröffnet und bietet bei Eishockeyspielen 3.100 Sitzplätze (maximal 3.250 Plätze). Zur Saison 2011/12 zog mit der Armada de Blainville-Boisbriand ein Junior-Eishockeyfranchise der LHJMQ nach Boisbriand, nachdem es von einer Gruppe aus vier Investoren um den ehemaligen Eishockeyspieler Joël Bouchard aus Montréal aufgekauft worden war. Die Mannschaft trägt ihre Heimspiele seitdem im Centre d’Excellence Sports Rousseau aus. Bouchard betreibt in der Halle zudem eine Juniorenakademie und ein Fitnessstudio.
Das Centre d’Excellence Sports Rousseau verfügt über verschiedene Eisflächen mit unterschiedlichen Größen. Für Eishockeyspiele 200 × 85 ft (60,96 × 25,91 m), für Trainingsspiele drei gegen drei 130 × 65 ft (39,62 × 19,81 m) und Kleinfelder mit 55 × 30 ft (16,76 × 9,14 m) für andere Veranstaltungen.